# Косар (рід)
Коса́р, ко́лпиця (Platalea) — рід птахів із ряду пеліканоподібних родини ібісових. Рід включає шість видів.

## Поширення
Косарі поширені в основному в аридному поясі Євразії. Найчисельніші популяції мешкають в регіоні Середземного, Чорного, Жовтого і Японського морів. Деякі популяції живуть у східній Африці і Індії.
У фауні України представлений один з шести видів цього роду — косар (Platalea leucorodia) — гніздовий і перелітний птах. Гніздиться уздовж чорноморського узбережжя, в пониззях Дунаю, на східному Сиваші, Лебединих островах.

## Морфологічні ознаки
Косарі досягають висоти до 95 см і маси близько 2 кг. Розмах крил становить 115—135 см. Безпосередньо для косарів характерний довгий, розплющений на кінчику дзьоб. Інші особливості вони розділяють з іншими видами з роду ібісових.

## Спосіб життя

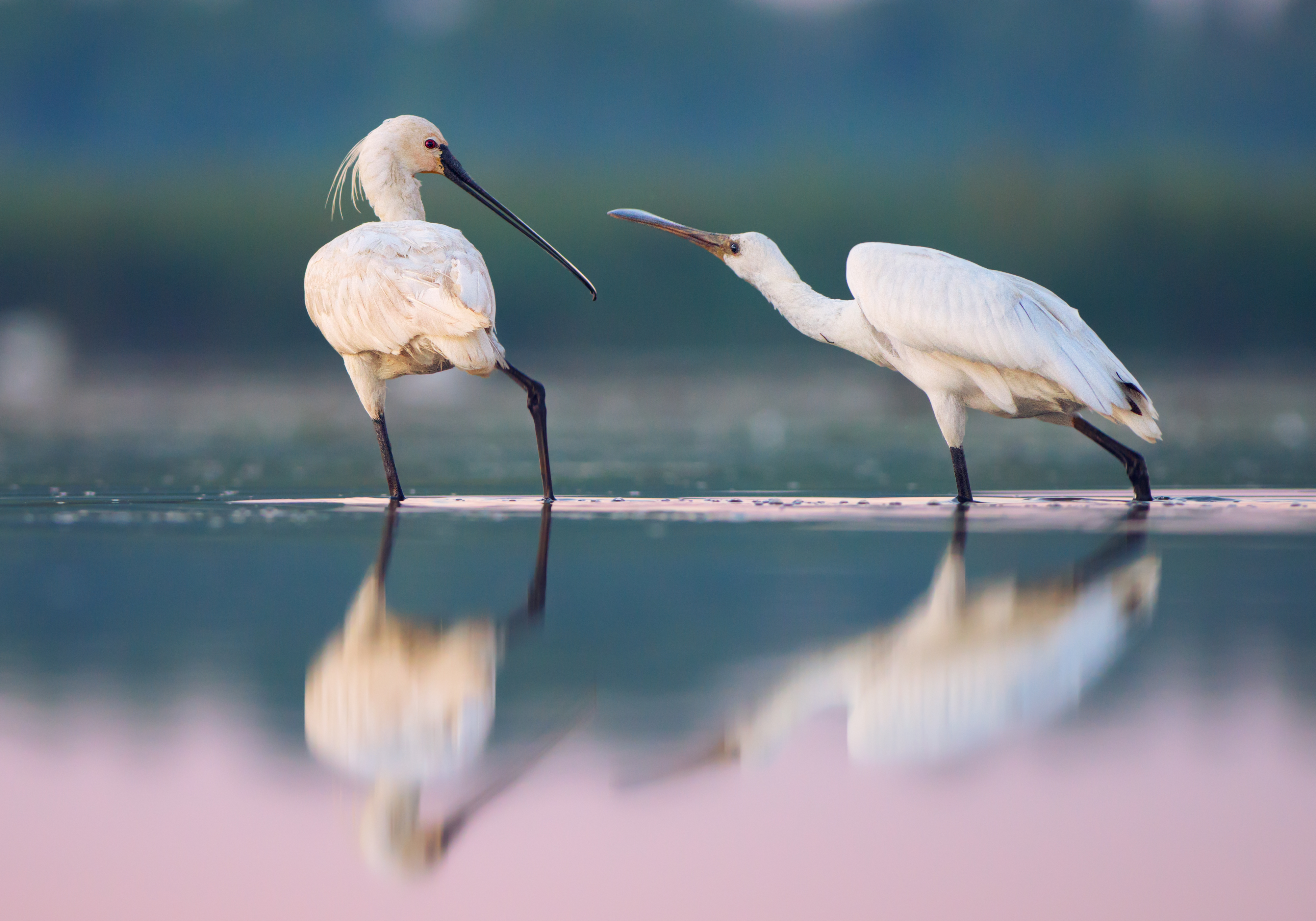
Косарі в дельті Дунаю

Косарі мешкають, як правило, біля водойм. Як і більшість лелекоподібних, вони повільно бродять по мілководдю з опущеним в воду дзьобом. Косарі водять дзьобом у різні сторони і нащупують можливу здобич. Іноді вони повністю занурюють голову під воду. Вони живляться як дрібними земноводними і рибою, так і рослинною їжею. В основному, косарі активні вночі або в присмерку, а денний час використовують для відпочинку.
Гніздяться косарі колоніями і використовують для цього дерева, кущі або зарості очерету чи тростини. Відкладають в середньому 3-4 великі, білі з червоно-бурими плямами яйця розміром приблизно 69 × 45 мм. Після закінчення процесу інкубації, що триває близько 25 днів, вилуплюються покриті білим пухом пташенята, яких батьки вигодовують до 50 днів після народження. Статева зрілість наступає з трьох-чотирьох років, а тривалість життя на волі становить до 28 років.

## Види
- Косар рожевий (Platalea ajaja)
- Косар африканський (Platalea alba)
- Косар жовтодзьобий (Platalea flavipes)
- Косар (Platalea leucorodia)
- Косар малий (Platalea minor)
- Косар королівський (Platalea regia)